# Gazette de France

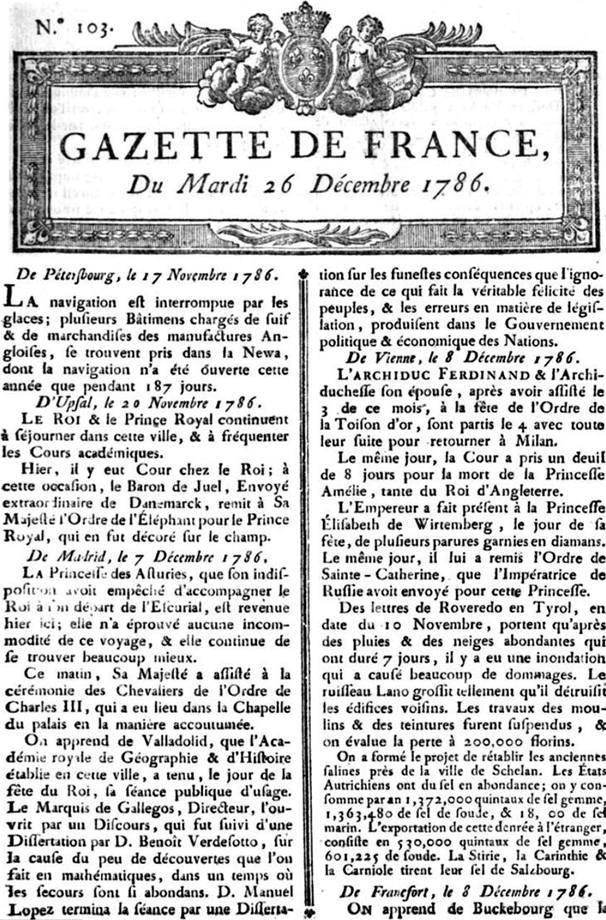
La Gazzete de France, 26 de desembre de 1786

La Gazette de France, sovint anomenat sols com La Gazette (pronunciat “la ɡazɛt”), va ser un periòdic fundat el 30 de maig de 1631 per Théophraste Renaudot, gràcies a la llicència concedida per part dels reis de França per publicar-lo. Aquesta llicència li va ser atorgada pel Cardenal Richelieu, primer ministre del regnat de Lluís XIII.
Va ser el primer diari publicat a França i el seu últim número va aparèixer el 30 de setembre de 1915.

## Història
Inicialment amb el nom de Recveil des Gazettes o simplement anomenada Gazette, apareixia tots els divendres, amb quatre pàgines, i amb la funció d'informar als lectors sobre les notícies de l'exterior i de la Cort. Es va especialitzar en assumptes polítics i diplomàtics, i va comptar entre els seus primers membres amb Pierre Hozier, Vincent Voiture, Guillaume Bautru i La Calprenède.
El 1762, es va canviar el títol a Gazette de France. El 1787, Charles-Joseph Panckoucke el va inclure dins el Mercure de France, del qual n'era propietari, i més tard al Le Moniteur universel.
La Gazette no va fer cap al·lusió, des de les seves pàgines, als inicis de la Revolució francesa, ni tan sols va esmentar la presa de la Bastilla el 14 de juliol de 1789. Va limitar-se als actes del govern. Per satisfer els seus lectors, Panckoucke va publicar un suplement, el Gazettin, informant de les actes de les sessions de l'Assemblea Constituent.
El 1791, el Ministeri de Relacions Exteriors va prendre la Gazette com a portaveu. Nicolas Fallet va ser nomenat director i es va convertir en la tribuna del grup girondí. Nicolas Chamfort el va succeir.